# Nianpan He
Nianpan He (kinesiska: 碾盘河) är ett vattendrag i Kina. Det ligger i provinsen Liaoning, i den nordöstra delen av landet, omkring 120 kilometer nordost om provinshuvudstaden Shenyang.
Genomsnittlig årsnederbörd är 1 058 millimeter. Den regnigaste månaden är augusti, med i genomsnitt 248 mm nederbörd, och den torraste är januari, med 9 mm nederbörd.